# Monerac
Monerac ist eine Rotweinsorte, eine Neuzüchtung zwischen den Sorten Grenache x Aramon. Die Kreuzung erfolgte 1960 durch den französischen Ampelographen Paul Truel in der Domaine de Vassal, einer Außenstelle des Institut National de la Recherche en Agronomie der Universität von Montpellier. Die Rebsorte Gramon entstand aus der gleichen Kreuzung. Monerac ergibt helle Rotweine durchschnittlicher Qualität und wird häufiger zur Herstellung von Roséwein eingesetzt. Obwohl Monerac seit dem Jahr 1982 zu den empfohlenen Rebsorten in Frankreich gehört, konnte sie sich bislang nicht durchsetzen.
Zum gewerblichen Anbau in Frankreich ist der Klon 0536 zugelassen. Kleinere Versuchsanbauten sind in Kanada bekannt.
Siehe auch die Artikel Weinbau in Frankreich und Weinbau in Kanada sowie die Liste von Rebsorten.
Synonyme: Zuchtstammnummer INRA 1740-1142 (Kreuzung Nummer 1740, Pflanze 1142 der Serie).
Abstammung: Grenache x Aramon

## Ampelographische Sortenmerkmale
In der Ampelographie wird der Habitus folgendermaßen beschrieben:
- Die Triebspitze ist offen. Sie ist weißwollig behaart (fast filzig) und von hellgrüner Farbe. Die Jungblätter sind von grüner Farbe.
- Die Blätter sind dreilappig und schwach gebuchtet (siehe auch den Artikel Blattform). Die Stielbucht ist geschlossen. Das Blatt ist spitz gesägt. Die Zähne sind im Vergleich zu anderen Rebsorten mittelweit gesetzt.
- Die walzenförmige Traube ist mittelgroß (ca. 267 Gramm je Traube) und dichtbeerig. Die rundlichen Beeren sind mittelgroß (im Mittel 2,7 Gramm) und von schwarz-blauer Farbe.

Die Sorte treibt früh aus und ist somit gegen späte Frühjahrsfröste empfindlich. Sie reift ca. 30 Tage nach dem Gutedel und gilt somit als spätreifend. Monerac ist eine Varietät der Edlen Weinrebe (Vitis vinifera). Sie besitzt zwittrige Blüten und ist somit selbstfruchtend. Beim Weinbau wird der ökonomische Nachteil vermieden, keinen Ertrag liefernde, männliche Pflanzen anbauen zu müssen.